# The Candlelight Years
The Candlelight Years er en opsamlingsudgivelse af den svenske progressiv dødsmetal-gruppe, som indeholder deres tre første album, Orchid, Morningrise og My Arms, Your Hearse, som alle blev udgivet under pladeselskabet Candlelight Records. Alle tre album er blevet udgivet (og genudgivet) før, men har ikke været at finde på opsamlinger før udgivelsen af The Candlelight Years. Før udgivelsen af opsamlingen havde de tre album heller ikke været udgivet i Japan. Opsamlingen indeholder alle bonussangene fra genudgivelserne af de tre album. Den blev udgivet 28. juni, 2008 og pakkes i et udfoldeligt digipakomslag. Der blev lavet 2.000 kopier af udgivelsen.

## Spor
Orchid
1. "In Mist She Was Standing" – 14:09
2. "Under the Weeping Moon" – 9:52
3. "Silhouette" – 3:07
4. "Forest of October" – 13:04
5. "The Twilight Is My Robe" – 11:03
6. "Requiem" – 1:11
7. "The Apostle in Triumph" – 13:01
8. "Into the Frost of Winter" – 6:20

Morningrise
1. "Advent" – 13:45
2. "The Night and the Silent Water" – 11:00
3. "Nectar" – 10:09
4. "Black Rose Immortal" – 20:14
5. "To Bid You Farewell" – 10:57
6. "Eternal Soul Torture" – 8:35

My Arms, Your Hearse
1. "Prologue" – 1:01
2. "April Ethereal" – 8:41
3. "When" – 9:14
4. "Madrigal" – 1:26
5. "The Amen Corner" – 8:43
6. "Demon of the Fall" – 6:13
7. "Credence" – 5:26
8. "Karma" – 7:52
9. "Epilogue" – 3:59
10. "Circle of the Tyrants" (Celtic Frost-cover) – 5:12
11. "Remember Tomorrow" (Iron Maiden-cover) – 5:00

## Musikere
Orchid
- Mikael Åkerfeldt – vokal, elektrisk guitar, akustisk guitar
- Peter Lindgren – elektrisk guitar, akustisk guitar
- Johan DeFarfalla – basguitar, støttevokal
- Anders Nordin – trommer, piano

Morningrise
- Mikael Åkerfeldt – vokal, elektrisk guitar, akustisk guitar
- Peter Lindgren – elektrisk guitar, akustisk guitar
- Johan DeFarfalla – basguitar
- Anders Nordin – trommer,

My Arms, Your Hearse
- Mikael Åkerfeldt – vokal, elektrisk guitar, basguitar
- Peter Lindgren – elektrisk guitar
- Martin Lopez – trommer